# Lardal
Lardal er en kommune i Vestfold fylke i Norge. Den har et areal på 278 km², og en befolkning på 2.445 indbyggere (2006). Den grænser i nord til Kongsberg og Hof, i øst til Re og Andebu, i syd til Larvik, og i vest til Siljan. Højeste punkt er Vindfjell på grænsen mod Telemark, 619 m.o.h.
Kommunens administrative center og eneste bymæssige bebyggelse er Svarstad med 590 indbyggere i 2015.
Gennem kommunen, fra nord til syd, løber floden Numedalslågen, som byder på et rigt laksefiskeri. Disse 20 km af Lågen frembyder et fald på fra 36 til 12 m.o.h. i fire fossefald. Området er også rigt på elge. I topåret 1993 blev der skudt 350 elsdyr i kommunen.

## Kommunens navn
Den norrøne form of af navnet var Lagardalr. Første del er ejefald af lǫgr, som betød "vand" eller "flod" (her menes Numedalslågen). Den sidste stavelse, dalr, betød "dal". Frem til 1889 blev navnet stavet Laurdal.

## Kommunevåben
Kommunevåbnet blev indviet 17. juli 1992 og er tegnet af Arvid Steen, med en gylden hulder  på rød baggrund. I den lokale overtro tænkte man sig, at der holdt huldre til i egnens vidstrakte skove.

## Eksterne links
- Wikimedia Commons har flere filer relateret til Lardal
- http://www.lardal.kommune.no
- Kultur i Lardal på kort fra Kulturnett.no

59°24′5″N 9°57′32″Ø / 59.40139°N 9.95889°Ø